# (2018) Schuster
(2018) Schuster es un asteroide perteneciente al cinturón de asteroides descubierto por Karl Wilhelm Reinmuth desde el Observatorio de Heidelberg-Königstuhl, Alemania, el 17 de octubre de 1931.

## Designación y nombre
Schuster fue designado inicialmente como 1931 UC.
Más tarde se nombró en honor del astrónomo alemán Hans-Emil Schuster.

## Características orbitales
Schuster orbita a una distancia media de 2,183 ua del Sol, pudiendo alejarse hasta 2,604 ua y acercarse hasta 1,762 ua. Su inclinación orbital es 2,558 grados y la excentricidad 0,1928. Emplea 1178 días en completar una órbita alrededor del Sol.

## Características físicas
La magnitud absoluta de Schuster es 14,2.